# السترن‌ویک، ویکتوریا
السترن‌ویک (به انگلیسی: Elsternwick) یک منطقهٔ مسکونی در استرالیا است که در ویکتوریا (استرالیا) واقع شده‌است.